# 塩井村
塩井村（しおいむら）は、かつて山形県南置賜郡にあった村。

## 沿革
- 1889年（明治22年）4月1日 - 町村制施行に伴い南置賜郡塩野村（一部）、宮井村（一部）が合併し、塩井村が発足。
- 1954年（昭和29年）10月1日 - 米沢市に編入され消滅。
- 米沢市編入後は米沢市塩井町となっている。